# Huemul Island
Huemul Island (in Chile Islote Huemul, in Argentinien Islote Clavo, im Vereinigten Königreich Megaptera Island) ist eine kleine Insel im Palmer-Archipel vor der Westküste der Antarktischen Halbinsel. Sie liegt vor dem nördlichen Ende von Trinity Island.
Teilnehmer der Fünften Französischen Antarktisexpedition (1908–1910) unter der Leitung des Polarforschers Jean-Baptiste Charcot kartierten sie. Die Benennung erfolgte bei der 1. Chilenischen Antarktisexpedition (1946–1947). Namensgeber ist der Andenhirsch (spanisch Huemul), der auch im Wappen Chiles abgebildet ist. Das Advisory Committee on Antarctic Names überführte diese Benennung im Jahr 1965 ins Englische. Namensgeber der vom UK Antarctic Place-Names Committee im Jahr 1960 vorgenommenen Benennung ist dagegen der Buckelwal (lateinisch Megaptera novaeangliae). Argentinische Wissenschaftler benannten sie deskriptiv in Verbindung mit dem benachbarten Punta Martillo (spanisch martillo y clavo ‚Hammer und Nagel‘).